# Lithops francisci
Lithops francisci — вид сукулентних квіткових рослин роду літопс (Lithops) родини аїзових (Aizoaceae).

## Назва
Вид названий на честь нідерландського садівника Франца де Лаета.

## Поширення
Ендемік Намібії. Поширений на півдні пустелі Наміб у межах гірських систем Ковісберг і Галенберг. Трапляється в сухих кліматичних умовах з помірно низькими температурами. Росте на грубих, добре дренованих піщаних ґрунтах і тому зазвичай трапляється на скелястих схилах.У ґрунті повинно бути багато складових метаморфічних порід, таких як сланці і гнейси, забарвлення яких збігається з природним забарвленням рослини. Ця адаптація діє як камуфляж, що запобігає хижацтву соковитих, живильних тканин рослини. Щорічна кількість опадів у місцях зростання варіює від 0 до 99 мм на рік і температури коливаються в діапазоні 9–20 °C.